# Verwaltungsverband
Ein Verwaltungsverband ist eine Form der kommunalen Zusammenarbeit von Gemeinden in Sachsen. Der Gemeindeverband ist eine Körperschaft des öffentlichen Rechts mit eigener Rechtsfähigkeit.

## Struktur
Verwaltungsverbände bestehen aus mehreren benachbarten Mitgliedsgemeinden eines gemeinsamen Landkreises, wobei jede Gemeinde nur einem Verwaltungsverband angehören kann.
Die Verbandsversammlung ist das zentrale Organ des Verwaltungsverbandes. Sie besteht aus dem beamteten, hauptamtlichen Verbandsvorsitzenden, der die Verbandsversammlung leitet, den Bürgermeistern der Mitgliedsgemeinden sowie zusätzlichen Vertretern pro Gemeinde je nach Einwohnerzahl.

## Aufgaben
Die Aufgaben des Verwaltungsverbandes bestimmen die Paragraphen § 7 und § 8  des Sächsischen Gesetzes über kommunale Zusammenarbeit (SächsKomZG). Gewisse Aufgaben gehen dabei auf den Verwaltungsverband über, andere Aufgaben erledigt er im Auftrag der Mitgliedsgemeinden. Zu den eigenen Aufgaben gehören die vorbereitende Bauleitplanung (Flächennutzungsplan) sowie Weisungsaufgaben gemäß § 2 Abs. 3 Gemeindeordnung für den Freistaat Sachsen (SächsGemO), wie z. B. das Agieren als untere Bauaufsichtsbehörde. Aufgaben, die der Verwaltungsverband für die Mitgliedsgemeinden nach deren Weisung erledigt, sind die Vorbereitung und der Vollzug ihrer Beschlüsse, Geschäfte der laufenden Verwaltung und die Vertretung bei Gerichtsverfahren. Durch öffentlich-rechtlichen Vertrag können dem Verwaltungsverband weitere Aufgaben übertragen werden.

## Übersicht der Verwaltungsverbände in Sachsen
Stand 1. Januar 2015 gibt es sechs Verwaltungsverbände mit 21 Mitgliedsgemeinden in Sachsen.
| Name                                                                                          | Landkreis             | Mitgliedsgemeinden                                                       |
| --------------------------------------------------------------------------------------------- | --------------------- | ------------------------------------------------------------------------ |
| Verwaltungsverband Am Klosterwasser (obersorbisch Zarjadniski zwjazk „Při Klóšterskej wodźe“) | Landkreis Bautzen     | Crostwitz, Nebelschütz, Panschwitz-Kuckau, Räckelwitz, Ralbitz-Rosenthal |
| Verwaltungsverband Diehsa                                                                     | Landkreis Görlitz     | Hohendubrau, Mücka, Quitzdorf am See, Waldhufen                          |
| Verwaltungsverband Eilenburg-West                                                             | Landkreis Nordsachsen | Jesewitz, Zschepplin                                                     |
| Verwaltungsverband Jägerswald                                                                 | Vogtlandkreis         | Bergen, Theuma, Tirpersdorf, Werda                                       |
| Verwaltungsverband Weißer Schöps/Neiße                                                        | Landkreis Görlitz     | Horka, Kodersdorf, Neißeaue, Schöpstal                                   |
| Verwaltungsverband Wildenstein                                                                | Erzgebirgskreis       | Börnichen/Erzgeb., Grünhainichen                                         |

Folgende Verwaltungsverbände wurden aufgelöst (unvollständig):
| Name                                            | Landkreis                           | Mitgliedsgemeinden (Zum Zeitpunkt der Auflösung)       |
| ----------------------------------------------- | ----------------------------------- | ------------------------------------------------------ |
| Verwaltungsverband An der Talsperre Klingenberg | Weißeritzkreis                      | Colmnitz, Dorfhain, Klingenberg                        |
| Verwaltungsverband Berggießhübel-Land           | Landkreis Sächsische Schweiz        | Bahratal, Berggießhübel, Dohma, Langenhennersdorf      |
| Verwaltungsverband Grüner Grund                 | Erzgebirgskreis                     | Drebach, Venusberg                                     |
| Verwaltungsverband Heidedörfer                  | Niederschlesischer Oberlausitzkreis | Klitten, Kreba-Neudorf, Mücka                          |
| Verwaltungsverband Landberg                     | Weißeritzkreis                      | Kesselsdorf, Mohorn, Pohrsdorf                         |
| Verwaltungsverband Rosenbach                    | Vogtlandkreis                       | Leubnitz, Mehltheuer, Syrau                            |
| Verwaltungsverband Waldgebiet Vogtland          | Vogtlandkreis                       | Hammerbrücke, Morgenröthe-Rautenkranz, Tannenbergsthal |
| Verwaltungsverband Wiedemar                     | Landkreis Nordsachsen               | Neukyhna, Wiedemar, Zwochau                            |